# Asparagus gypsaceus
Asparagus gypsaceus är en sparrisväxtart som beskrevs av Aleksei Ivanovich Vvedensky. Asparagus gypsaceus ingår i släktet sparrisar, och familjen sparrisväxter. Inga underarter finns listade i Catalogue of Life.